# Cuprospinello
Il cuprospinello (simbolo IMA: Cspl) è un minerale molto raro della classe minerale "degli ossidi e degli idrossidi" con la composizione chimica idealizzata CuFe3+2O4 e quindi chimicamente un ossido di rame-ferro. Tuttavia, poiché parte del rame nel cuprospinello naturale è spesso sostituito dal magnesio, la composizione è anche data come (Cu,Mg)Fe3+2O4 in varie fonti. Gli elementi indicati tra parentesi possono rappresentarsi l'un l'altro nella formula, ma sono sempre nella stessa proporzione con gli altri componenti del minerale.
Il cuprospinello appartiene al supergruppo dello spinello e in particolare alla famiglia degli ossispinelli, dove si trova nel sottogruppo dello spinello.

## Etimologia e storia
Il composto sintetico CuFe2O4 è stato probabilmente identificato per la prima volta nel 1950 da L. Weil, F. Bertaut e L. Bochirol. È stato anche scoperto che questo composto è dimorfico, poiché durante la sintesi si creano modificazioni tetragonali e cubiche.
In natura, l'ossido di rame-ferro è stato scoperto per la prima volta nel 1971 da Ernest Henry Nickel presso le miniere Consolidated Rambler nella penisola di Baie Verte nella provincia canadese di Terranova e Labrador, che ha trovato il minerale, fino a quel momento sconosciuto, durante l'esame mineralogico di materiale altamente ossidato da un deposito di minerale. Nichel ha dato al minerale il nome di cuprospinello in riferimento al suo contenuto di rame e alla relazione strutturale con gli spinelli, e ha presentato i risultati del suo saggio e il nome scelto all'Associazione Mineralogica Internazionale (IMA) per la revisione (numero di voce interno dell'IMA: 1971-020). Quest'ultimo riconobbe il cuprospinello come specie minerale indipendente. La prima descrizione è stata pubblicata nel 1973 sulla rivista The Canadian Mineralogist.
Il campione tipo del minerale è esposto al National Museum of Natural History di Washington, con il numero di catalogo 128673.

## Abito cristallino
Il cuprospinello cristallizza cubicamente nel gruppo spaziale Fd3m (gruppo spaziale nº 227), la costante di reticolo è a = 8,37 Å e possiede 8 unità di formula per cella unitaria, ma finora è stato rilevato solo sotto forma di grani irregolari fino a circa 0,1 mm di dimensione. Inoltre, forma aderenze lamellari con l'ematite.

## Classificazione
L'attuale classificazione dell'Associazione Mineralogica Internazionale (IMA) colloca il cuprospinello nel supergruppo dello spinello, dove si trova insieme a cromite, cocromite, coulsonite, dellagiustaite, deltalumite, franklinite, gahnite, galaxite, guite, hausmannite, hercynite, hetaerolite, jacobsite, maghemite, magnesiocromite, magnesiocoulsonite, magnesioferrite, magnetite, manganocromite, spinello, termaerogenite, titanomaghemite, trevorite, vuorelainenite e zincocromite, che formano il sottogruppo dello spinello all'interno degli ossidospinelli. Fanno parte di questo gruppo anche la chihmingite e la chukochenite descritte dopo il 2018, nonché la nicromite, il cui nome non è stato ancora riconosciuto dall'IMA.
Nell'ormai obsoleta 8ª edizione della sistematica minerale secondo Strunz, il cuprospinello non è ancora elencato. Solo nella Sistematica dei lapis (Lapis-Systematik) di Stefan Weiß, che è stata rivista e aggiornata l'ultima volta nel 2018 e che si basa ancora su questa classificazione classica di Strunz per considerazione verso i collezionisti privati e delle collezioni istituzionali, il minerale ha ricevuto il numero di sistema e minerale IV/B.02-50. In questa sistematica ciò corrisponde alla classe degli "ossidi e idrossidi" e lì alla sottoclasse "Ossidi con rapporto metallo : ossigeno = 3 : 4 (spinello tipo M3O4 e composti correlati)", dove il cuprospinello, insieme a franklinite, jacobsite, magnesioferrite, magnetite e trevorite forma il gruppo degli "spinelli di cromite".
Anche la 9ª edizione della sistematica minerale di Strunz, in vigore dal 2001 e utilizzata dall'IMA, classifica il cuprospinello nella classe degli ossidi con un rapporto di quantità di materiale "metallo:ossigeno = 3:4 e simili". Tuttavia, questo è ulteriormente suddiviso in base alla dimensione relativa dei cationi coinvolti, in modo che il minerale possa essere trovato in base alla sua composizione nella suddivisione "Con solo cationi di medie dimensioni", dove è elencato insieme a brunogeierite, cromite, cocromite, coulsonite, filipstadite, franklinite, gahnite, galaxite, hercynite, jacobsite, magnesiocromite, magnesiocoulsonite, magnesioferrite, magnetite, manganocromite, nicromite, qandilite, spinello, trevorite, ulvöspinello, vuorelainenite e zincocromite, che costituiscono il "gruppo dello spinello" con il sistema nº 4.BB.05.

## Composizione chimica
L'analisi con microsonda del materiale di tipo canadese ha prodotto una composizione media del 65,7% di ossido ferrico (Fe2O3), 27,8% di ossido rameico (CuO), 2,6% di ossido di alluminio (Al2O3), 1,7% di ossido ferroso (FeO), 1,8% di ossido di magnesio (MgO), 0,7% di Ossido di zinco (ZnO), 0,6% di monossido di cobalto (CoO) e 0,2% di monossido di manganese (MnO). Con un rapporto tra Fe2+ e Fe3+, questo corrisponde,secondo la struttura dello spinello, alla formula empirica:
{\displaystyle \mathrm {(Cu_{0.80}Mg_{0.10}Fe_{0.05}^{2+}Co_{0.02}Zn_{0.02}Mn_{0.01})_{\Sigma =1.00}(Fe_{1.89}^{3+}Al_{0.11})_{\Sigma =2.00}O_{4}} }

## Origine e giacitura
Nella sua località tipo, le miniere di Rambler nella penisola canadese di Baie Verte, il cuprospinello si è formato come prodotto di ossidazione nelle discariche in fiamme di minerali. È stato trovato fuso con l'ematite e in paragenesi con calcopirite, pirite, pirrotite e sfalerite.
Il cuprospinello è noto solo per essere una formazione minerale molto rara trovata in pochi campioni. Oltre alla sua località tipo, solo altri due siti sono stati documentati al mondo. In India il minerale è stato trovato in campioni di minerali provenienti da un banco di sabbia sul fiume Mahanadi vicino a Cuttack nello stato di Odisha, e in Iran è stato trovato nel deposito epitermale e a basso contenuto di solfuro d'oro Chahnaly (noto anche come Chahnali) presso il vulcano Bazman (chiamata anche Kuh-e Bazman) nella provincia di Sistan e Baluchistan.

## Forma in cui si presenta in natura
Il minerale è opaco in qualsiasi forma e mostra una lucentezza metallica sulle superfici dei cristalliti neri. Anche il colore dello striscio del cuprospinello è nero. Al microscopio a luce riflessa, invece, appare grigio.
Il cuprospinello è simile alla magnetite per molti aspetti. Al microscopio a luce riflessa, tuttavia, il colore in luce riflessa della magnetite, a differenza del cuprospinello, ha una sfumatura rossastra.